# Whistler (Canada)
Whistler is een stadje in Brits-Columbia, Canada, 125 kilometer ten noorden van Vancouver. Het is voornamelijk bekend als een toeristische plaats en heeft een van de grootste skigebieden in Noord-Amerika. In 2010 vond hier een gedeelte van de Olympische Winterspelen plaats. Het bevolkingsaantal varieert van 10.000 in de zomer tot ruim 40.000 in de winter.

## Geschiedenis
Het gebied rond Whistler was oorspronkelijk bewoond door de Coast Salish Aboriginals. In 1860 werd het gebied bezocht door kolonisten. De naam Whistler komt van het geluid dat gemaakt wordt door marmotten die in het gebied voorkomen ('whistle' betekent 'fluiten' in het Engels).
In het begin van de 20e eeuw bouwden Myrtle en Alex Philip de rainbow lodge in Alta Lake (nu Whistler). In 1914 werd Alta Lake met Vancouver verbonden met een treinverbinding en hierna groeide het gebied al snel als een toeristisch gebied.
Whistler als skibestemming begon in 1966 met de aanleg van de eerste skiliften op de Whistler mountain. Dit groeide razendsnel en in 1980 werd de Blackcomb mountain, gelegen naast Whistler mountain geopend als een nieuw gebied.
Whistler is nu een van de grootste skigebieden in Noord-Amerika en in 2003 werd Whistler samen met Vancouver gekozen voor de Olympische Winterspelen in 2010.

## Trivia
- De oorspronkelijke codenaam voor Windows XP, Windows Whistler, is vernoemd naar deze plaats.
- Een skioord, genaamd Whistler Blackcomb, was naamgever voor de opvolger van Windows XP. Deze versie werd echter niet uitgebracht.